# US Milanese
Unione Sportiva Milanese là một câu lạc bộ bóng đá Ý từ Milan, thành lập vào ngày 16 tháng 1 năm 1902. Biệt danh Gli Scacchi ("The Checkerboards") vì trang phục của họ, câu lạc bộ đã giành vị trí á quân trong giải vô địch bóng đá Ý năm 1908 và 1909. Năm 1928, chính phủ phát xít đã buộc câu lạc bộ sáp nhập với Internazionale được đổi tên thành SS Ambrosiana.